# Linia kolejowa Marcinkańce – Sanowo
Linia kolejowa Marcinkańce – Sanowo – nieczynna linia kolejowa na Litwie łącząca stację Marcinkańce z przystankiem Sanowo i z granicą państwową z Białorusią. Część dawnej Kolei Warszawsko-Petersburskiej. Przed II wojną światową linia położona była w Polsce.
Po upadku Związku Sowieckiego zaprzestano eksploatacji linii. Zachował się jeden tor. Dawniej istniał również drugi tor, który obecnie jest rozebrany.